# Scartamento ferroviario a 600 mm e due piedi (610 mm)

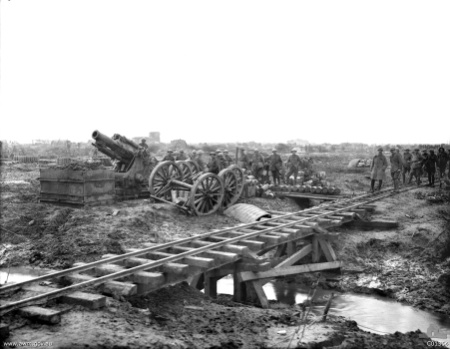
Un obice BL da 9,2 pollici con munizioni allineate sul terreno, consegnato da poco tramite ferrovia di trincea durante la prima guerra mondiale (in primo piano).

Le ferrovie da 600 mm e due piedi (circa 610 mm) sono ferrovie a scartamento ridotto con scartamento ferroviario da 600 e 610 mm (609,6 per l'esattezza).
Ferrovie con scartamento simile e meno comuni, come da 1 piede 11 pollici e 3 ⁄ 4 (603 mm) oppure 1 piede 11 pollici e 1 ⁄ 2 (597 mm), vengono di norma raggruppate con la dicitura sopra riportata.

## Panoramica

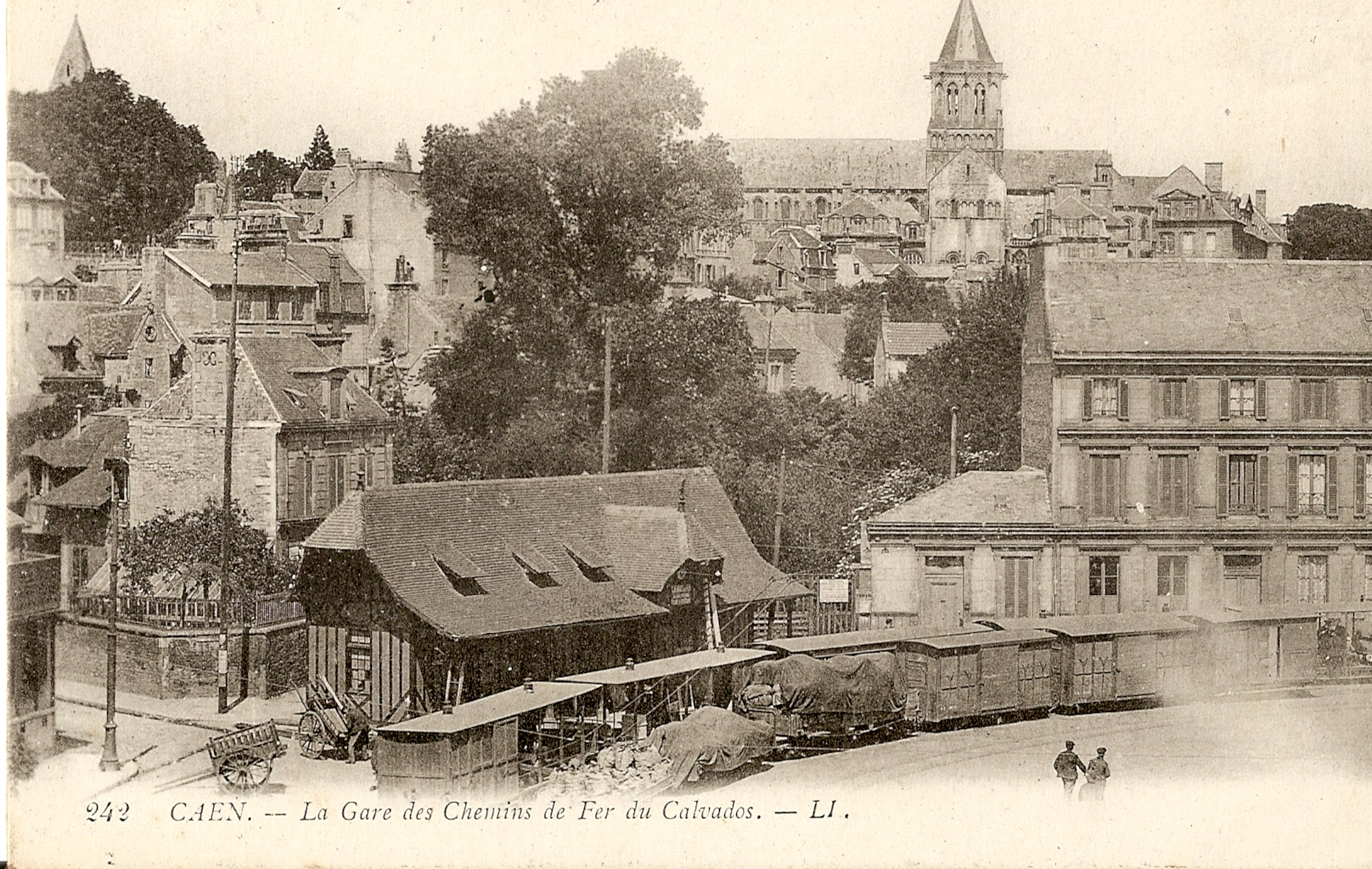
La stazione Caen della società Chemins de Fer du Calvados in Francia.

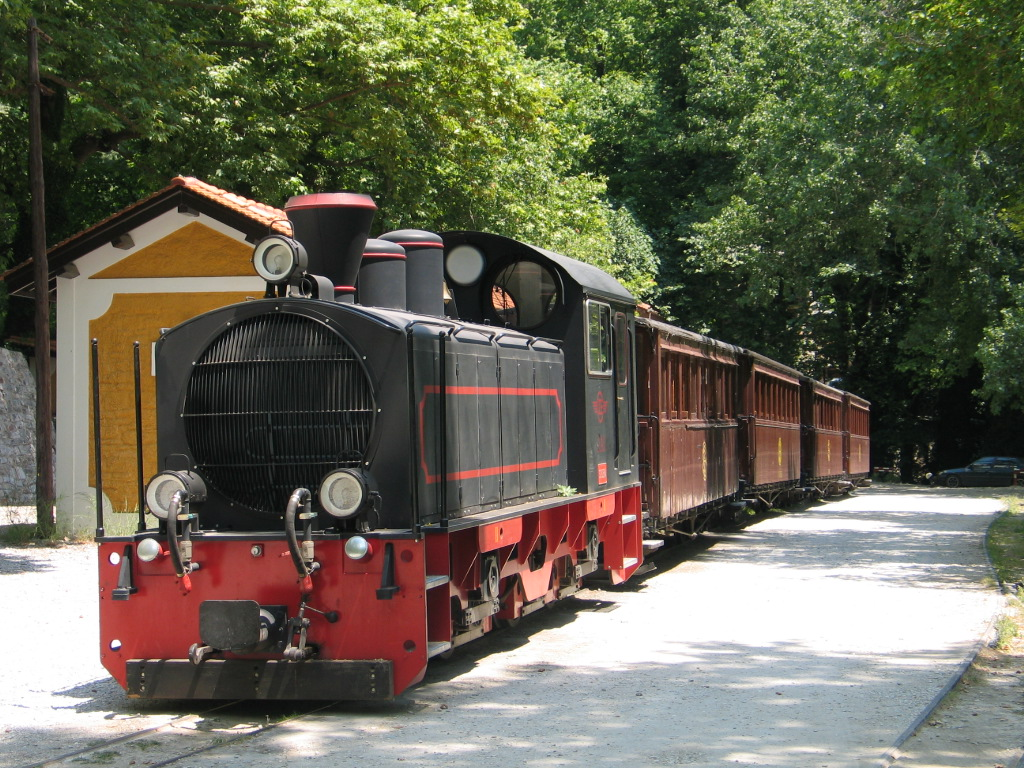
Locomotiva Schöma a vapore (diesel) sulla ferrovia Pelion in Grecia.

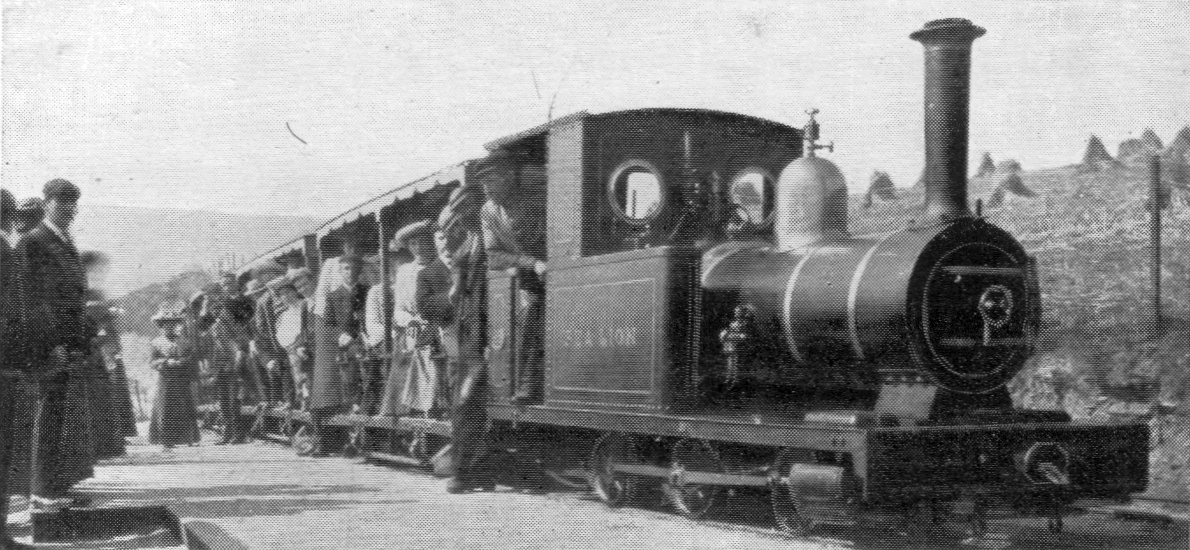
La locomotiva Groudle Glen Railway Sea Lion c. 1910 sull'isola di Man.

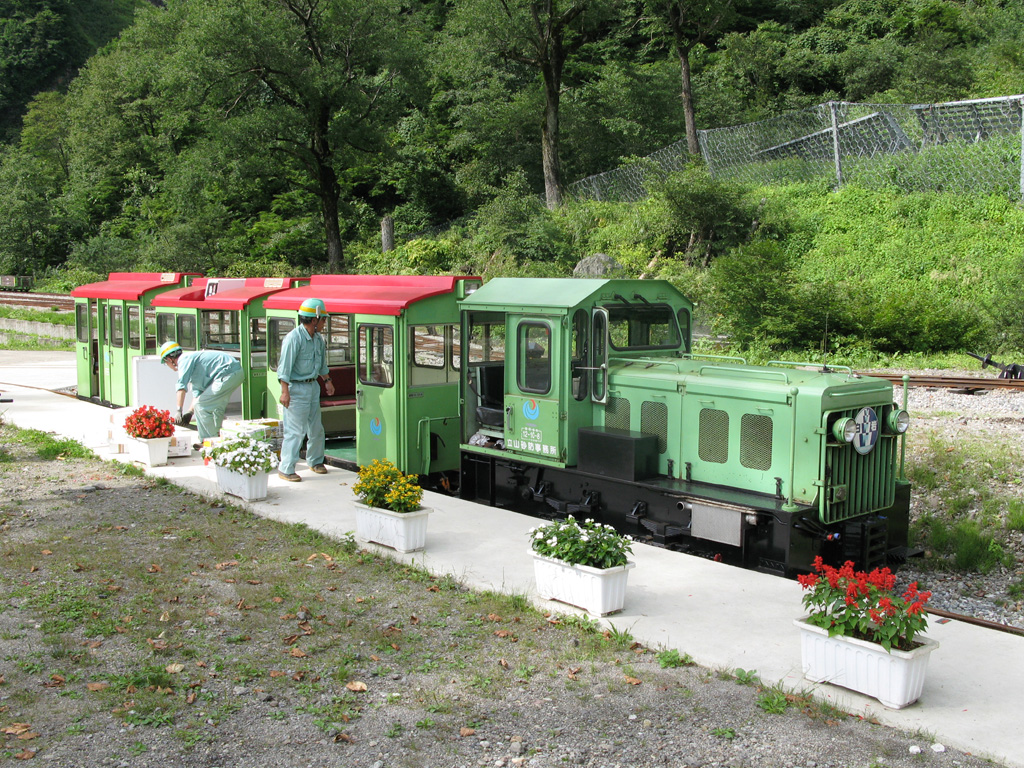
Il treno di servizio per le opere di controllo dell'erosione di Tateyama Sabō in Giappone.

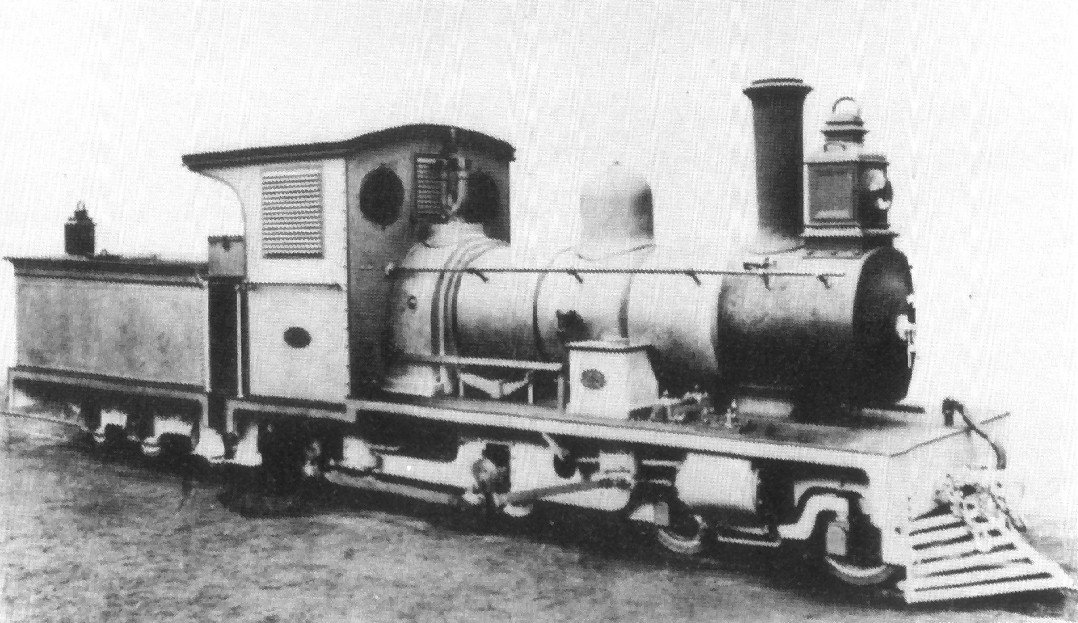
Beira Railroad Corporation Classe F4 n. 38 in Mozambico.

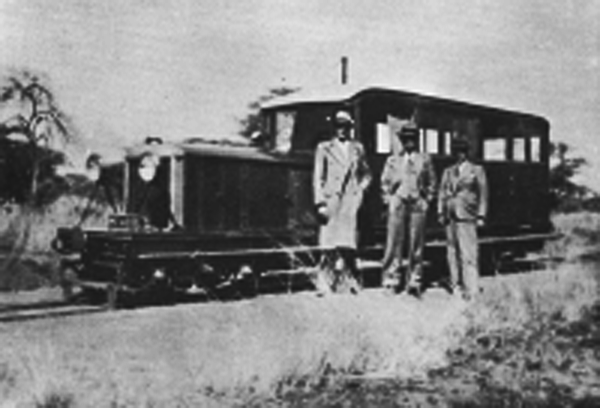
Il motore a benzina Crown Prince della Otavi Mining and Railway Company in Africa del Sud-Ovest (ora Namibia). Questo vagone era in grado di raggiungere una velocità di all'ora.

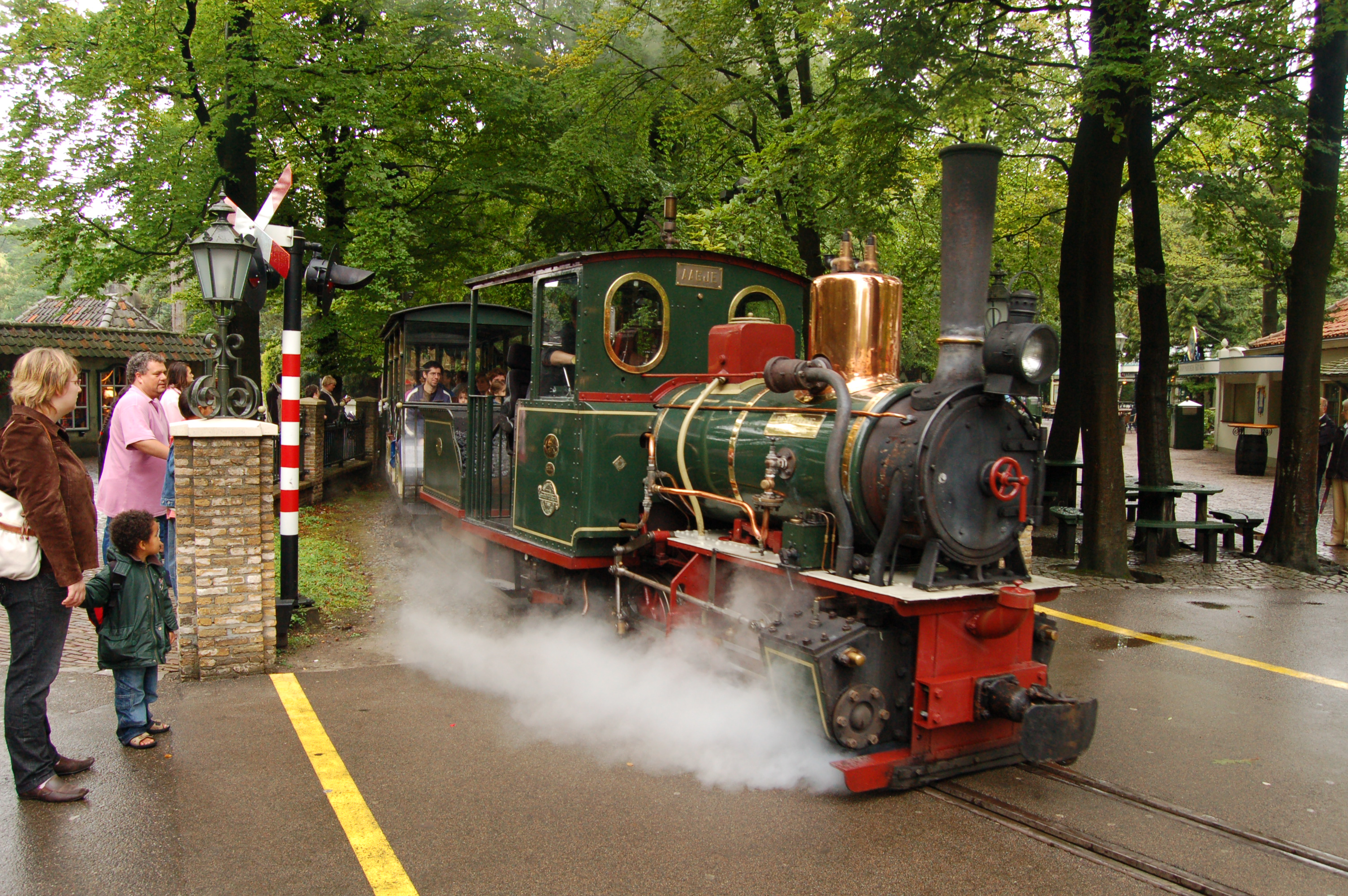
La Efteling Steam Train Company, con sede a Efteling nei Paesi Bassi, gestisce alcune locomotive che hanno più di un secolo di vita.

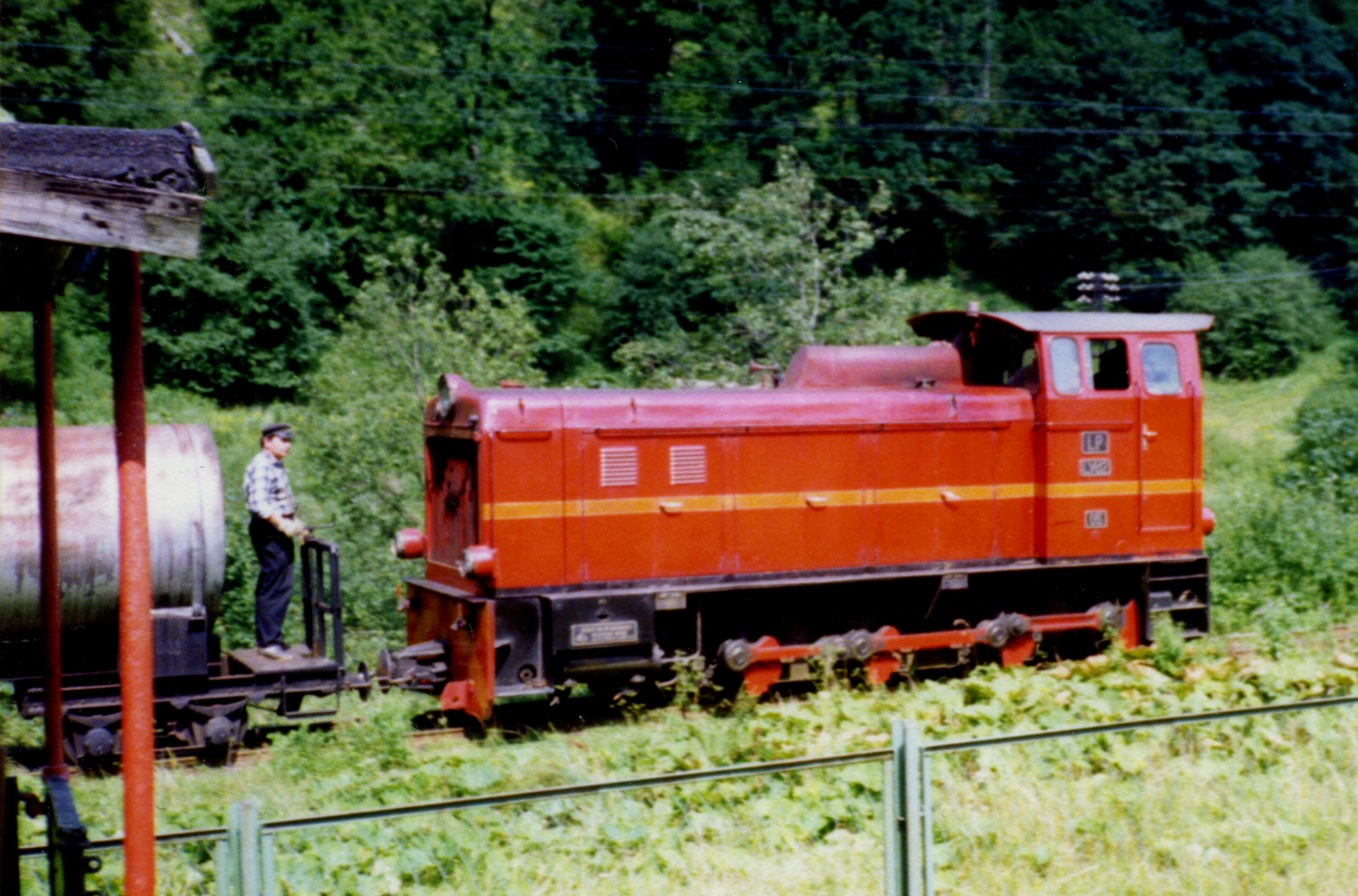
Locomotiva Lyd2 costruita dalla 23 August Locomotive Works (FAUR) in Romania.

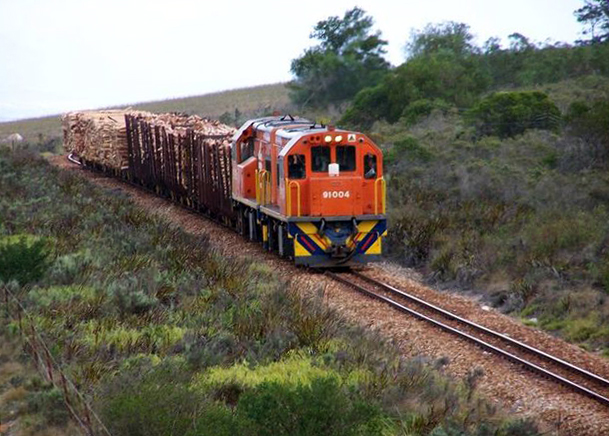
Uno Spoornet classe 91-000 sulla ferrovia Avontuur in Sud Africa.

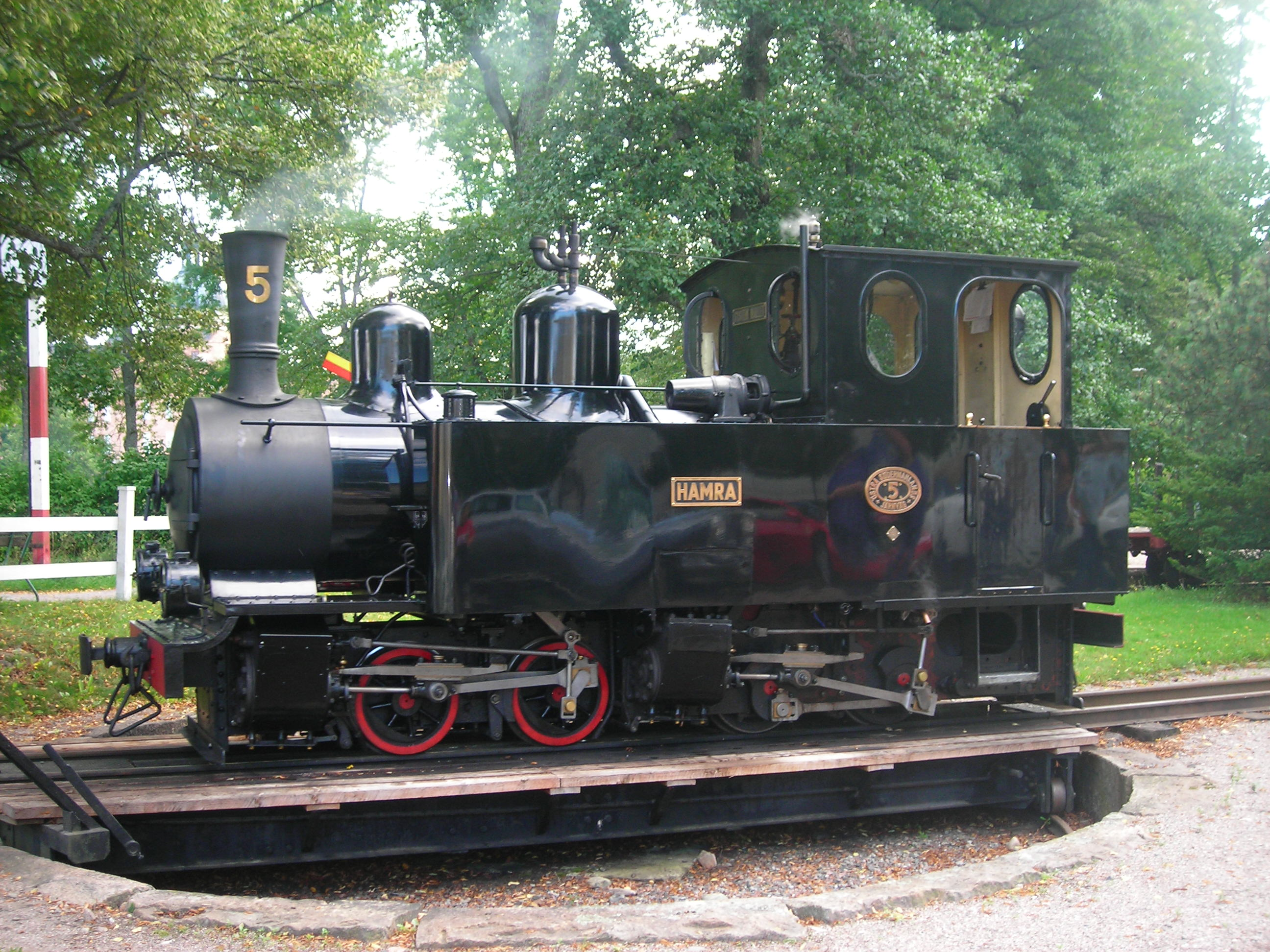
Una locomotiva e un giradischi ferroviario sull'Östra Södermanlands Järnväg in Svezia

La maggior parte di queste sono linee turistiche che assumono la forma di ferrovie storiche o linee industriali, come la Festiniog Railway in Galles o la Cripple Creek e Victor Narrow Gauge Railroad in Colorado.
Le ferrovie di trincea della prima guerra mondiale produssero la più grande concentrazione di ferrovie a scartamento da 600 mm fino ai giorni nostri. In preparazione alla seconda guerra mondiale, anche la linea Maginot francese e la linea alpina usavano questi scartamenti per le rotte di rifornimento verso le difese di frontiera fisse.
L'Australia ha oltre 4 000 chilometri (2 500 mi) di reti ferroviarie da 610 mm, dedicate ai campi di canna da zucchero nelle zone costiere del Queensland. Queste ferrovie trasportano più di 30 milioni di tonnellate di prodotto all'anno.
Molte ferrovie da 600 e 610 mm sono utilizzate nei parchi di divertimento e nei parchi a tema di tutto il mondo.

## Interscambio di materiale rotabile
Lo scambio di materiale rotabile tra questi scartamento simili si è verificato occasionalmente; per esempio, le locomotive sudafricane Classe NG15 2-8-2 hanno iniziato la loro carriera sul calibro a 600 mm. La società mineraria e ferroviaria di Otavi nell'Africa sud-occidentale (ora Namibia) è stata trasferita alle ferrovie da 610 mm e, attualmente, alcune locomotive sopravvissute risiedono in Galles sia sullo scartamento da 597 mm (Welsh Highland Railway) che su quello da 603 mm (Brecon Mountain Railway).